# Stanisław Czachor (1931–2025)
Stanisław Czachor (ur. 8 maja 1931 w Niedzieliskach, zm. 31 marca 2025 w Nowym Sączu) – polski duchowny katolicki, pierwszy proboszcz parafii pw. Św. Kazimierza w Nowym Sączu.

## Życiorys
Wyrastał w religijnej i patriotycznej rodzinie chłopskiej. Jego ojciec założył mleczarnię w Szczurowej i przyjaźnił się z Wincentym Witosem (razem trafili za działalność w PSL w 1932 roku do Berezy Kartuskiej). W 1948 Stanisław Czachor wstąpił do seminarium tarnowskiego, gdzie po jego ukończeniu przyjął święcenia kapłańskie z rąk bpa Karola Pękali 29 czerwca 1955. Od 1955 do 1957 pracował jako wikariusz w Łęgu Tarnowskim. Później przez rok zastępował proboszcza w Borzęcinie Górnym, a stamtąd w 1958 trafił do Dębicy, gdzie w parafii św. Jadwigi był katechetą. 6 stycznia 1969 objął rektorat kaplicy szkolnej w Nowym Sączu (po ks. Józefie Gucwie, późniejszym biskupie pomocniczym diecezji tarnowskiej), a w 1977 został pierwszym proboszczem parafii św. Kazimierza. Ks. Czachor wybudował plebanię i dom katechetyczny. Doprowadził do porządku zabytkowy kościółek na starym cmentarzu oraz czuwał nad renowacją parafialnego kościoła. Był jednym ze współzałożycieli Klubu Inteligencji Katolickiej, którego członkowie przez ponad 20 lat niemal potajemnie spotykali się u niego na plebanii. Ks. Stanisław Czachor, za pośrednictwem parafialnego oddziału Caritas, organizował także pomoc dla Polaków mieszkających na Ukrainie. Funkcję proboszcza pełnił do momentu przejścia na emeryturę w 2001.
Przez długie lata pełnił funkcję kapelana kombatantów i Sybiraków. W 1985 otrzymał godność Kapelana Jego Świątobliwości. W 2005 został Honorowym Obywatelem Miasta Nowego Sącza, a w 2008 Honorowym Prezesem Towarzystwa Gimnastycznego „Sokół" w Nowym Sączu. W 2022 został odznaczony Krzyżem Komandorskim z Gwiazdą Orderu Odrodzenia Polski za wybitne zasługi w działalności na rzecz przemian demokratycznych w Polsce.